# Comisariado del Pueblo de Salud de la URSS
El Comisariado del Pueblo para la Salud de la Unión Soviética (en ruso: Народный комиссариат здравоохранения СССР, Narkomzdrav) fue un organismo estatal de la URSS que gestionó la asistencia sanitaria, desde 1936 a 1946.

## Historia
El Comisariado del Pueblo de Salud de la URSS fue establecido por una resolución del Comité Ejecutivo Central y el Consejo de Comisarios del Pueblo de la URSS del 20 de julio de 1936, incluía la Inspección Sanitaria del Estado de toda la Unión bajo el Consejo de Comisarios del Pueblo de la URSS, formada el 26 de julio de 1935.
Las organizaciones e instituciones del Comisariado Popular de Salud de las repúblicas constituyentes, incluido el Comisariado del Pueblo de Salud de la RSFSR , fueron transferidas a la jurisdicción del Comisariado del Pueblo de Salud de la URSS. Los mayores centros turísticos , sanatorios , hospitales para fines especiales, plantas de la industria médica, institutos de investigación médica e instituciones de supervisión sanitaria fueron transferidos a la subordinación directa del Comisariado Popular de Salud de la URSS. Todas las instituciones y organizaciones del sistema del Comité Ejecutivo de las Sociedades Nacionales de la Cruz Roja y la Media Luna Roja de la URSS, así como el examen médico forense, fueron transferidos al Comisariado del Pueblo de Salud de la URSS. Además, se creó el puesto de perito forense jefe del país.
También se reformó la medicina rural. De acuerdo con el Decreto del Consejo de Comisarios del Pueblo de la URSS del 23 de abril de 1938, "Sobre el fortalecimiento del sitio médico rural", todas las clínicas ambulatorias y hospitales en áreas rurales fueron transferidos del presupuesto rural al regional.
Durante la Gran Guerra Patria, el Comisariado Popular de Salud de la URSS, junto con organizaciones militares, brindó atención médica al ejército y se desplegó una red de hospitales de evacuación. En 1946, el Comisariado del Pueblo para la Salud pasó a llamarse Ministerio de Salud.

## Lista de Comisarios del Pueblo
| N.º | Comisario | Comisario                        | Partido | Partido           | Periodo                                     | Gabinete            |
| --- | --------- | -------------------------------- | ------- | ----------------- | ------------------------------------------- | ------------------- |
| 1   |           | Grigori Kaminski (1895-1938)     |         | Partido Comunista | 20 de julio de 1936-26 de junio de 1937     | Mólotov II–III      |
| 2   |           | Mijaíl Boldirev (1894-1939)      |         | Partido Comunista | 2 de agosto de 1937-16 de julio de 1938     | Mólotov III–IV      |
| 3   |           | Nikolái Grashchenkov (1895–1965) |         | Partido Comunista | 17 de julio de 1938-8 de septiembre de 1939 | Mólotov IV          |
| 4   |           | Gueorgui Miterev (1900-1977)     |         | Partido Comunista | 8 de septiembre de 1939-15 de marzo de 1946 | Mólotov IV Stalin I |